# Terra Bus

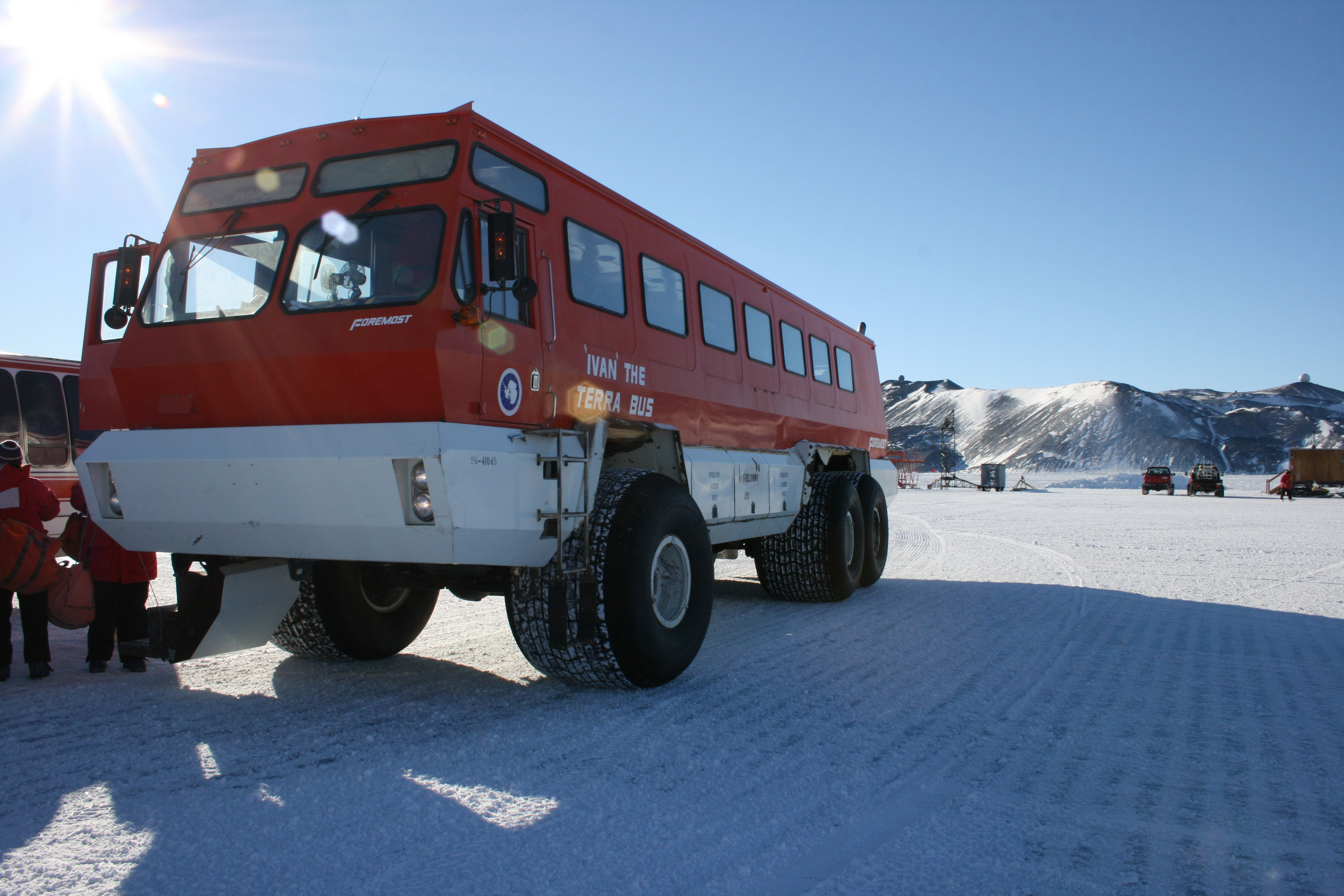
Ivan the Terra Bus на антарктической станции Мак-Мердо

Terra Bus или Ivan The Terra Bus — автобус повышенной проходимости, выпускаемый канадской компанией Foremost.
По состоянию на 2008 год было выпущено 7 автобусов в мире. Один из них служит транспортом на антарктической станции Мак-Мердо. Другой был закуплен правительством Австралии для обслуживания антарктической станции Кейси.

## Технические характеристики
- Максимальная скорость — 40 км/час

Габариты:
- ширина — 3,96 м
- длина — 14,89 м
- высота — 3,61 м

Количество пассажиров — 56